# Lu Jeu Sham
Lu Jeu Sham (* 28. April 1938 in Hongkong) ist ein chinesisch-US-amerikanischer Physiker, der sich mit theoretischer Festkörperphysik und Quantenoptik befasst.
Sham studierte an der Universität London mit dem Bachelor-Abschluss 1960 und dem Imperial College London (ARCS Abschluss 1960) und wurde 1963 an der University of Cambridge in theoretischer Festkörperphysik promoviert. Danach war er an der University of California, San Diego (UCSD), ab 1966 Assistant Professor an der University of California, Irvine und 1967 bis 1968 Reader am Queen Mary College der Universität London. 1968 wurde er Associate Professor und ab 1974 Professor an der UCSD, wo er 1985 bis 1989 Dekan für Naturwissenschaften war.
Er ist insbesondere für die Entwicklung der Dichtefunktionaltheorie mit Walter Kohn bekannt (Kohn-Sham-Gleichung). Er trug zur Lösung des Bandlücken-Problems bei (Unterschätzung der Bandlücke von Isolatoren durch die Dichtefunktionaltheorie) und untersuchte die optischen Eigenschaften von Halbleiterstrukturen. In jüngster Zeit befasste er sich mit optischer Kontrolle von Elektronenspins in Quantenpunkten im Rahmen der Quanteninformationsverarbeitung in der Spintronik.
1978 war er Gastprofessor am Max-Planck-Institut für Festkörperforschung in Stuttgart, 1998 Miller-Gastprofessor in Berkeley und 2001 C. N. Yang Gastprofessor an der Chinesischen Universität in Hong Kong. 1983/84 war er Guggenheim Fellow und er erhielt einen Humboldt-Forschungspreis. Er ist Fellow der American Physical Society, der Optical Society of America, der American Association for the Advancement of Science und der National Academy of Sciences. Außerdem ist er Mitglied der Academia Sinica der Republik China (Taiwan). 2004 erhielt er den Willis-E.-Lamb-Preis.
Er stand der Halbleiter-Sektion der International Union of Pure and Applied Physics vor.